# Хвойный (Московская область)
Хвойный — посёлок в Орехово-Зуевском муниципальном районе Московской области. Входит в состав сельского поселения Дороховское. Население — 35 чел. (2010).

## Расположение
Посёлок Хвойный расположен в юго-восточной части Орехово-Зуевского района, примерно в 24 км к югу от города Орехово-Зуево. Высота над уровнем моря 145 м.

## История
До 2006 года посёлок входил в состав Дороховского сельского округа Орехово-Зуевского района.

## Население
По переписи 2002 года в посёлке проживало 31 человек (19 мужчин, 12 женщин).
| 2002 | 2006 | 2010 |
| ---- | ---- | ---- |
| 31   | ↗44  | ↘35  |